# 16878 Tombickler
16878 Tombickler (1998 BL9) là một tiểu hành tinh vành đai chính được phát hiện ngày 24 tháng 1 năm 1998 bởi JPL/GEODSS NEAT ở Haleakala.